# Ayako Tsubaki
Ayako Tsubaki (椿 文子, Tsubaki Ayako), née le 3 décembre 1969 à Mukawa, est une patineuse de vitesse sur piste courte japonaise.

## Biographie
Elle participe aux Jeux olympiques de 1994 et 1998 sans obtenir de médaille.